# Дочо (Верчели)
Дочо је насеље у Италији у округу Верчели, региону Пијемонт.
Према процени из 2011. у насељу је живело 474 становника. Насеље се налази на надморској висини од 394 м.